# Malo Špičje
Il Malo Špičje con 2.312 m s.l.m. è una montagna della Catena del Tricorno della Slovenia compresa nel parco nazionale del Tricorno. 